# Ephraim Rosenstein
Ephraim Rosenstein (* Oktober 1940 in Berlin) ist ein deutscher Lyriker, Herausgeber und Filmemacher. Er lebt in Sachsen.
Rosenstein arbeitete nach dem Ende seiner Schulzeit 1956 in verschiedenen Berufen, etwa Hilfsarbeiter, Heizer und Bote. 1957 bis 1959 absolvierte er eine Lehre als Mechaniker und arbeitete anschließend in einem Großbetrieb für Feinmechanik. 1960 wurde er Soldat und blieb bis 1966 bei der Armee. Von 1966 bis 1969 war er in einem Filmstudio als  Kameraassistent, Aufnahmeleiter und Regisseur tätig.
Seit 1970 arbeitet er freiberuflich als Regisseur und Filmautor, außerdem übernahm er redaktionelle Aufgaben im Hörfunk und schrieb 1972 bis 1979 mehrere Fernsehspiele. Bis 1982 studierte er am „Institut für Literatur“ in Leipzig und arbeitet seither freiberuflich.

## Veröffentlichungen
- "Die Bilder entlang / Rainer Maria Rilke ; Ludwig von Hofmann". Hrsg. von Ephraim Rosenstein. Berlin : Omnis, 1998.
- „Ich bin`s und sonst keiner“ Filmporträt des Holzbildhauers Hermann Lohrisch, 2001.
- „Der Ludwig-von-Hofmann-Nachlass“ Filmreportage, 2003.
- „Wie man den Masken den Mond erklärt?“ Filmporträt der Potsdamer Malerin Claudia Hauptmann, 2006.
- „Sophie tanzt“ Filmporträt der Sophie Schelten, 2006.
- "Blätter die die Welt deuten" Dokumentarfilm über die Deutsche Gartenbaubibliothek in der Bibliothek der TU Berlin, 2012
- „Unterm Fluss“, Erzählungen und Gedichte, 2017, BoD.

| Personendaten    | Personendaten                                  |
| ---------------- | ---------------------------------------------- |
| NAME             | Rosenstein, Ephraim                            |
| KURZBESCHREIBUNG | deutscher Lyriker, Herausgeber und Filmemacher |
| GEBURTSDATUM     | Oktober 1940                                   |
| GEBURTSORT       | Berlin                                         |